# Epelis roscidaria
Epelis roscidaria là một loài bướm đêm trong họ Geometridae.